# Las Cèlas de Jordana
Lascelle és un municipi francès situat al departament de Cantal i a la regió d'Alvèrnia-Roine-Alps. L'any 2007 tenia 316 habitants.

## Demografia

### Població
El 2007 la població de fet de Lascelle era de 316 persones. Hi havia 140 famílies de les quals 32 eren unipersonals (16 homes vivint sols i 16 dones vivint soles), 60 parelles sense fills, 40 parelles amb fills i 8 famílies monoparentals amb fills.
La població ha evolucionat segons el següent gràfic:
Habitants censats

### Habitatges
El 2007 hi havia 213 habitatges, 136 eren l'habitatge principal de la família, 61 eren segones residències i 16 estaven desocupats. 188 eren cases i 24 eren apartaments. Dels 136 habitatges principals, 101 estaven ocupats pels seus propietaris, 23 estaven llogats i ocupats pels llogaters i 12 estaven cedits a títol gratuït; 3 tenien una cambra, 10 en tenien dues, 19 en tenien tres, 36 en tenien quatre i 68 en tenien cinc o més. 87 habitatges disposaven pel capbaix d'una plaça de pàrquing. A 59 habitatges hi havia un automòbil i a 60 n'hi havia dos o més.

### Piràmide de població
La piràmide de població per edats i sexe el 2009 era:
| Homes | Edats   | Dones |
| ----- | ------- | ----- |
| 0     | 95 o +  | 4     |
| 0     | 90 a 94 | 0     |
| 0     | 85 a 89 | 0     |
| 0     | 80 a 84 | 4     |
| 4     | 75 a 79 | 4     |
| 0     | 70 a 74 | 8     |
| 12    | 65 a 69 | 8     |
| 16    | 60 a 64 | 16    |
| 12    | 55 a 59 | 8     |
| 16    | 50 a 54 | 8     |
| 12    | 45 a 49 | 16    |
| 16    | 40 a 44 | 12    |
| 12    | 35 a 39 | 4     |
| 8     | 30 a 34 | 0     |
| 16    | 25 a 29 | 16    |
| 8     | 20 a 24 | 8     |
| 4     | 15 a 19 | 8     |
| 8     | 10 a 14 | 0     |
| 4     | 5 a 9   | 12    |
| 4     | 0 a 4   | 0     |

## Economia
El 2007 la població en edat de treballar era de 201 persones, 138 eren actives i 63 eren inactives. De les 138 persones actives 129 estaven ocupades (72 homes i 57 dones) i 9 estaven aturades (6 homes i 3 dones). De les 63 persones inactives 25 estaven jubilades, 10 estaven estudiant i 28 estaven classificades com a «altres inactius».

### Ingressos
El 2009 a Lascelle hi havia 133 unitats fiscals que integraven 322 persones, la mediana anual d'ingressos fiscals per persona era de 14.009,5 €.

### Activitats econòmiques
Dels 12 establiments que hi havia el 2007, 1 era d'una empresa de comerç i reparació d'automòbils, 1 d'una empresa de transport, 4 d'empreses d'hostatgeria i restauració, 1 d'una empresa d'informació i comunicació, 1 d'una empresa immobiliària, 2 d'empreses de serveis, 1 d'una entitat de l'administració pública i 1 d'una empresa classificada com a «altres activitats de serveis».
Dels 3 establiments de servei als particulars que hi havia el 2009, 1 era una gendarmeria, 1 oficina de correu i 1 restaurant.
L'únic establiment comercial que hi havia el 2009 era una botiga de material esportiu.
L'any 2000 a Lascelle hi havia 19 explotacions agrícoles que ocupaven un total de 858 hectàrees.

## Equipaments sanitaris i escolars
El 2009 hi havia una escola elemental integrada dins d'un grup escolar amb les comunes properes formant una escola dispersa.

## Poblacions més properes
El següent diagrama mostra les poblacions més properes.